# Manuel Cusí i Ferret
Manuel Cusí i Ferret (Vilanova i la Geltrú, 1857 - Barcelona, 1919) fou un pintor retratista català. Rebé premis i reconeixements el 1888,1896,1907 i 1911 Medalla a l'Exposició Universal de Barcelona de 1888, i feu exposicions rellevants el 1880-1891. Hi ha exposicions de forma permanent a la Sala Parés i la Casa Vidal de Barcelona i el 1999 fou exposat a la Biblioteca Museu Víctor Balaguer de Vilanova i la Geltrú

## Biografia
Les dates de naixement i mort havien estat errònies (1859-1921) a totes les publicacions fins a la realització de l'estudi d'Isabel Coll per a la mostra antològica sobre l'artista al Museu Víctor Balaguer, l'any 1999.
Nasqué a Vilanova i la Geltrú el 25 de desembre de 1857 i fou batejat al cap de dos dies a la parròquia de Sant Antoni Abat. Morí a Barcelona el 27 de març de l'any 1919.
Com molts dels artistes de la seva generació, la seva formació s'inicia a l'Escola de la Llotja de Barcelona per anar després a París. Amb vint anys aproximadament, entra al taller de Leon Bonnat, un dels pintors més reconeguts de la capital.
El 1880 exposa a la Sala Parés de Barcelona, al costat de l'escultor Font i del pintor Santiago Rusiñol. Presenta un bodegó, una de les seves temàtiques preferides, tot i que el gènere al que serà reconegut serà el retrat.
Rep influències de la seva estada parisenca però també d'autors catalans com Ramon Martí Alsina. Als anys 1881-1882 comença la seva trajectòria pel realisme.
Aquests anys troba el reconeixement professional al seu poble d'origen realitzant diversitat d'encàrrecs. També participà en les principals manifestacions artístiques que tenien lloc a Barcelona on exposava permanentment a la Casa Vidal i la Sala Parés.
Fins als darrers anys de la vida de Manuel Cusí, aquest va interpretar figures femenines en escenes interiors íntimes, el que li permetia presentar-les amb menys roba, ressaltant així l'atractiu del model.
Seguia participant en la Sala Rovira i la Sala Parés així com a les diferents exposicions oficials (Barcelona, Madrid i Brussel·les).
Va formar part de la Sociedad Artística y Literaria de Cataluña fundada per Modest Urgell, Lluís Graner i Enric Galwey i de la Penya del Safareig (1902-1914)formada a la Sala Parés on també participaven Urgell, Graner, Galwey i Tamburini, entre altres artistes.

## Temàtica

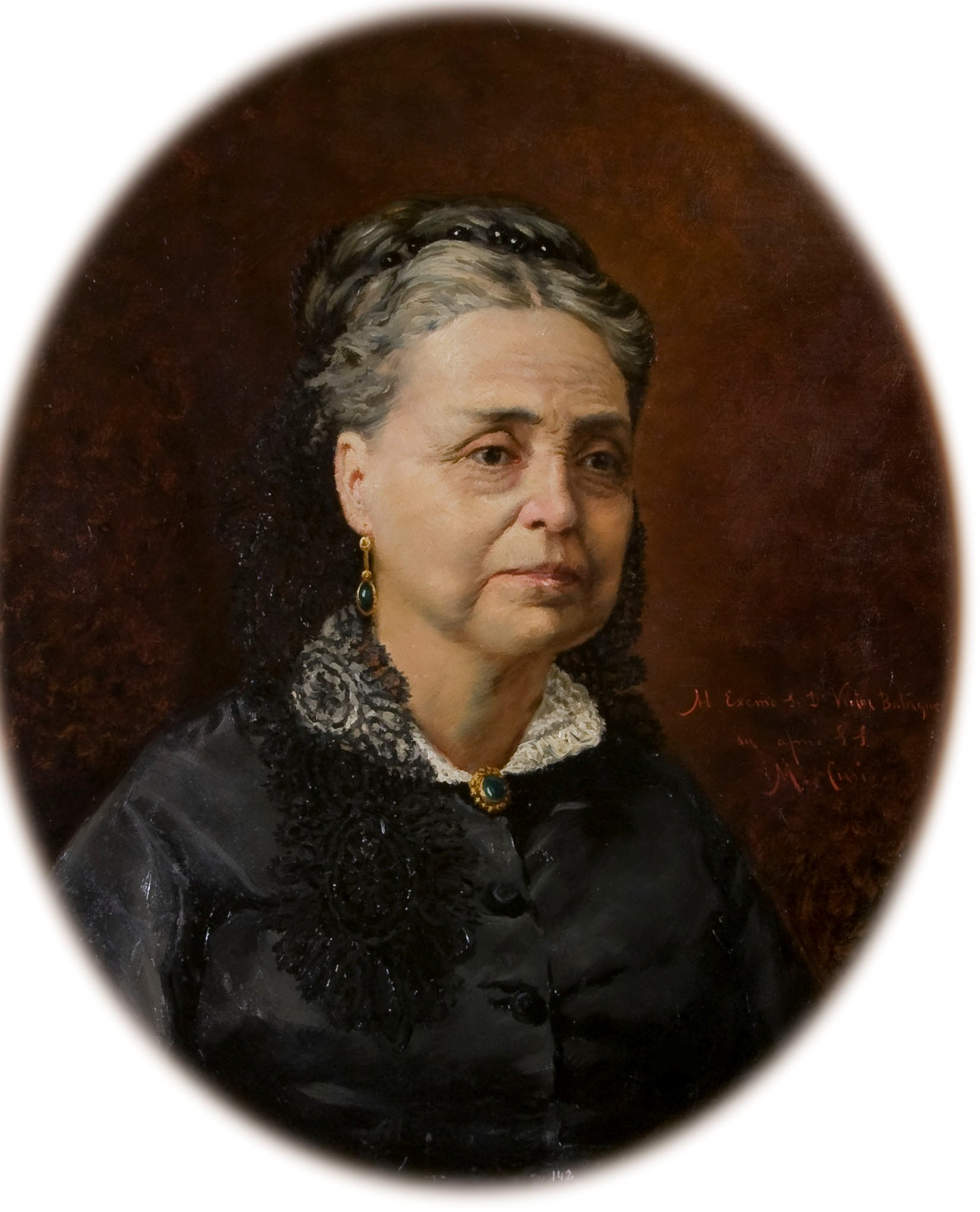
Retrat de bust de la poetessa Ma. Josepa Massanés, conservat al Museu Víctor Balaguer.

- Retrats: La seva especialitat. Entre els retrats oficials cal destacar el d'Alfons XIII, encarregat el 1897 per la Diputació Provincial de Barcelona i que, actualment es troba al Museu Nacional d'Art de Catalunya o el retrat de Joan Mañé i Flaquer, destinat a la Galeria de Catalans Il·lustres de l'Ajuntament de Barcelona i actualment a la Reial Acadèmia de Bones Lletres.

Retractava per encàrrec a personatges benestants, com l'obra Retrat de Josepa Massanés, que es conserva al Museu Víctor Balaguer i que va regalar el mateix artista al museu, tot i tractant-se d'un encàrrec.
- Temàtica espanyola: L'any 1885 va iniciar-se en la temàtica de caràcter espanyol representant figures exclusivament femenines. Aquesta època va arribar fins a l'any 1892.
- Escenes galants: Composicions on l'objectiu és captar la bellesa buscant allò que pot agradar o captivar.
- Escenes intimistes: Escenes amb personatges harmoniosament equilibrats, en ambients reals amb la finalitat d'ensenyar-nos un mitjà de viure, un costum una sensació de l'ànima.